# Đại học Quốc lập Thành Công
Đại học Thành Công Quốc lập (Thành Đại; chữ Hán phồn thể: 國立成功大學/成大; bính âm: Guólì Chénggōng Dàxué; phiên âm bạch thoại: Kok-li̍p Sêng-kong Tāi-ha̍k) là trường đại học nghiên cứu công lập ở Đài Nam, Đài Loan. Đại học Thành Công là một trong những trường đại học toàn diện tốt nhất ở Đài Loan và lãnh đạo thúc đẩy họp tác công nghiệp học thuật. Trường đánh giá là một trong những đại học tốt nhất châu Á, nổi tiếng vì phân khoa kỹ thuật, khoa học máy tính, y học và quy hoạch, thiết kế.
Là đại học hàng đầu và một trong bảy trường nghiên cứu quốc gia, Đại học Thành Công có chân quan trọng trong việc xây dựng Kỳ tích Đài Loan bằng cách giúp tiến hóa từ xã hội nông bản thành nền kinh tế công nghiệp hóa trong thập niên 60 và 70, sau này trở thành một trong Bốn con hổ châu Á. Tới hiện tại, trường có nhiều cựu sinh viên thành công trong nhiều lĩnh vực, theo thông tin LinkedIn làm việc ở các công ty như TSMC, MediaTek, UMC, Applied Materials,... Đại học Thành Công đứng đầu Bảng xếp hạng Khả năng Đắc nghiệp Đài Loan 5 năm liền.
Năm 2005, Bộ giáo dục chọn Đại học Thành Công làm một trong bảy trường đại học ở Đài Loan cho Kế hoạch Đại học Đỉnh tiêm Mại hướng (邁向頂尖大學計畫), giống như Dự án Đại học Toàn cầu ở Nhật Bản và Kế hoạch xuất sắc ở Đức: bắt đầu từ năm 2006, bởi kết quả học tập và tiềm năng nghiên cứu, Bộ giáo dục cho Đại học Thành Công 1.7 tỷ Tân Đài tệ mỗi năm trong 5 năm liền, số tiền cao thứ hai mà các đại học trong kế hoạch được nhận.
Đại học Thành Công là thành viên sáng lập của Hệ thống Đại học Tổng hợp Đài Loan là liên minh chiến lược của bốn đại học nghiên cứu hàng đầu ở miền Nam Đài Loan, cũng là thành viên Hiệp hội Nâng cao Đại học Liên viện Kinh doanh, Học hội Giáo dục Công trình Trung Hoa và thành viên đến từ Đài Loan duy nhất của Mạng lưới Đại học Toàn cầu.

## Lịch sử
Đại học Thành Công Quốc lập ban đầu thành lập khi Đài Loan thuộc Nhật tháng 1 năm 1931, tên là Học viện Kỹ thuật Đài Nam, sau Ngày Tái Độc lập thì đổi thành Học viện Công nghệ Sơ cấp Đài Nam Tỉnh Đài Loan tháng 3 năm 1946, tháng 10 cùng năm thì là Học viện Kỹ thuật Tỉnh Đài Loan.
Khi chính phủ Trung Hoa Dân Quốc dời về năm 1949, trường là một trong ba học viện đang có ở Đài Loan. Số lượng học viện ngày càng tăng, trường được nâng thành đại học tỉnh năm 1956 làm Đại học Thành Công Tỉnh Đài Loan, lấy tên của Trịnh Thành Công là lãnh đạo quân sự Trung Quốc đuổi Công ty Đông Ấn Hà Lan khỏi Đài Loan mà thành lập Vương quốc Đông Ninh. Năm 1971, trường trở thành đại học quốc lập, lấy tên Đại học Thành Công Quốc lập.
Cựu Bộ trưởng giáo dục Ngô Kinh là hiệu trưởng đầu tiên của trường.

## Khuôn viên
Đại học Thành Công Quốc lập nằm ở Đài Nam, Đài Loan, khuôn viên chính đối diện Trạm Đường ray Đài Nam, làm việc đi lại dễ dàng. Trường có 11 khuôn viên chiếm tổng cộng 187 héc-ta đất ở khu vực Đài Nam lớn, là Thành Công, Thắng Lợi, Quang Phục, Thành Hạnh, Tự Cường, Kính Nghiệp, Lực Hành, Đông Ninh, Kuei-Jen An-Nan và Dou-Liu, vài khu thiết kế làm ký túc xá.
Ngày 12 tháng 1 năm 2011, Trung tâm Nghiên cứu Lục kiến Tôn Vận Tuyền khai mở, là trung tâm giáo dục xanh đầu tiên trong thế giới và tòa nhà trung hòa carbon đầu tiên ở Đài Loan. Cơ sở vật chất 4,800 m (52,000 ft2) tốn 30 triệu Tân Đài tệ (4.41 triệu đô-la Mỹ) để xây dựng, ít hơn nhiều ngân sách 180 triệu Tân Đài tệ ban đầu. Trung hòa carbon có được nhờ vào thông gió tự nhiên, năng tiêu có hạn, kích thước cửa sổ giảm cùng đèn hiệu năng.

## Tổ chức và học thuật
Đại học Thành Công Quốc lập có chín học viện, 43 phân khoa và 39 viện nghiên cứu, học viện phân công dạy Văn khoa, Khoa học, Quản lý, Kỹ thuật, Kỹ thuật Điện lực & Khoa học Máy tính, Khoa học Xã hội, Kế hoạch & Thiết kế, Sinh học & Công nghệ sinh học và Y học, có giáo sư, phân khoa và viện nghiên cứu riêng cung cấp giáo trình lên đến cấp tiến sĩ. Trường hiện tại có 42 khóa trình bản khóa, 74 khóa trình thạc sĩ, 53 khóa trình tiến sĩ và 17 khóa trình thạc sĩ cho chuyên gia tại nghiệp. Tuy hầu hết đều dạy bằng Quan thoại, tiếng Anh có dùng trong vài khóa.

## Khóa trình quốc tế
Đại học Thành Công Quốc lập có 401 hiệp định hợp tac với 251 viện nghiên cứu, đại học khắp thế giới, có hiệp định sinh viên trao đổi với 98 đại học nước ngoài bao gồm Đại học Nam California, Đại học Kỹ thuật Munich, Đại học Leiden, Đại học New South Wales, Đại học Kyoto, Trường đại học Seoul, Đại học Quốc lập Singapore,...
Gần đây, Đại học Thành Công hợp tác với Đại học Tunku Abdul Rahman ở Malaysia, năm 2018 làm hiệp định lưỡng bằng với Đại học Thiên chúa giáo Leuven và IMEC. Cùng năm, trường cùng Đại học Purdue ký hiệp định hợp tác cho khóa trình lưỡng bằng quốc tế và khóa trình trên mạng. Đại học Kỹ thuật Darmstadt mở văn phòng liên lạc ở châu Á tại trường ngày 21 tháng 5 năm 2019.
Đại học Thành Công có tham gia Chương trình Khoa học thần kinh Tốt nghiệp Quốc tế Đài Loan của Viện nghiên cứu Trung ương là viện khoa học quốc gia của Đài Loan.

## Xếp hạng
Đại học Thành Công thường được coi là trường hàng đầu ở Đài Loan cùng với Đại học Đài Loan Quốc lập, Đại học Thanh Hoa Quốc lập và Đại học Giao thông Quốc lập. Năm 2019, Bảng xếp hạng Đại học Thế giới QS xếp trường hạng thứ 225 trong thế giới, 35 ở châu Á và thứ 3 trong nước.
Theo Bảng xếp hạng Đại học Thế giới QS theo bộ môn năm 2017, Đại học Thành Công nằm trong 100 đại học hàng đầu thế giới trong các lĩnh vực Kỹ thuật Điện tử, Kỹ thuật Dân dụng Cơ cấu, Kỹ thuật Cơ khí và Kỹ thuật & Công nghệ, cũng năm trong 150 hàng đầu với khóa trình Khoa học Máy tính và Hệ thống Thông tin, Giáo dục Đào tạo, Khoa học Vật chất, Nghệ thuật và Thiết kế, Khoa học Môi trường, Kỹ thuật Hóa học và Khoa học Xã hội & Quản lý.
Bảng xếp hạng Học thuật Đại học Thế giới xếp Đại học Thành Công vào thứ 37 trong lĩnh vực kỹ thuật và 52 trong khoa học máy tính năm 2009, từ năm 2008 - 2011 xếp hạng thứ 82 trên thế giới theo Bảng xếp hạng Leiden CWTS, năm 2019 là đại học tốt thứ 98 với kỹ thuật theo xếp hạng U.S. News & World Report.
Theo cơ sở dữ liệu ESI, Đại học Thành Công đã xuất bản 18,333 bài trong mười năm qua và được xếp vào hạng thứ 24 trong lĩnh vực kỹ thuật và 51 trong khoa học trong danh sách 100 đại học hàng đầu thế giới.

## Danh sách Hiệu trưởng
- Nhược Quy Đạo Long (tháng 1 năm 1931 - tháng 8 năm 1941)
- Tá Cửu Gian Nham (tháng 8 năm 1941 - tháng 3 năm 1944)
- Mạt Quang Tuấn Giới (tháng 3 năm 1944 - tháng 10 năm 1944)
- Giáp Phi Tam Lang (tháng 10 năm 1944 - tháng 10 năm 1945)
- Vương Thạch An (tháng 2 năm 1946 - tháng 8 năm 1951)
- Yeh Tung-tse (tháng 8 năm 1951 - tháng 2 năm 1952)
- Tần Đại Quân (tháng 2 năm 1952 - tháng 7 năm 1957)
- Diêm Chấn Hưng (tháng 8 năm 1957 - tháng 12 năm 1964)
- La Vân Bình (tháng 1 năm 1965 - tháng 7 năm 1971)
- Nghê Siêu (tháng 8 năm 1971 - tháng 7 năm 1978)
- Vương Duy Nông (tháng 8 năm 1978 - tháng 7 năm 1980)
- Hạ Hán Dân (tháng 8 năm 1980 - tháng 7 năm 1988)
- Mã Triết Nho (tháng 8 năm 1988 - tháng 7 năm 1994)
- Ngô Kinh (tháng 8 năm 1994 - tháng 6 năm 1996)
- Hoàng Định Gia (tháng 7 năm 1996 - tháng 2 năm 1997)
- Ông Chính Nghĩa (tháng 2 năm 1997 - tháng 5 năm 2000)
- Ông Hồng Sơn (tháng 5 năm 2000 - tháng 1 năm 2001)
- Cao Cường (tháng 2 năm 2001 - tháng 1 năm 2007)
- Lại Minh Chiếu (tháng 2 năm 2007 - tháng 1 năm 2011)
- Hoàng Hoàng Huy (tháng 2 năm 2011 - tháng 1 năm 2015)
- Tô Tuệ Trinh (từ tháng 2 năm 2015)

## Cựu sinh viên nổi tiếng
- Trương Gia Chúc, Bộ trưởng Kinh tế (2013 - 2014)
- Trần Hùng Văn, Bộ trưởng Lao động (2014 - 2016)
- Trần Tự Cường, IBM Fellow, Phó chủ tịch Khoa học Công nghệ Trung tâm Nghiên cứu Thomas J. Watson, Ban Nghiên cứu IBM
- Trịnh Nam Dong, chuyên ngành kỹ thuật ở Đại học Thành Công một năm trước khi đổi sang Nhân văn học
- Trương Kiến Bình, Chủ nhiệm Ban Cơ khí Vật liệu Quỹ Khoa học Quốc gia Hoa Kỳ
- Chu Kinh Võ, nhà vật lý học siêu dẫn, Chủ tịch Hệ thống Đại học Tổng hợp Đài Loan
- Chu Duy Cán (1962), giáo sư vật lý Đại học Houston
- Phạm Thực Cốc, Thứ trưởng Chính vụ Giao thông
- Từ Hân Oánh, nhà sáng lập, Chủ tịch Đảng Dân quốc
- Lý Tổ Nguyên, chỉ đạo thiết kế Đài Bắc 101, tòa nhà chọc trời có người ở đầy đủ cao thứ hai trong thế giới
- Lý Văn Hòa, nhà vật lý học hạt nhân bị tố gián điệp cho Trung Quốc chống Hoa Kỳ
- Lý Ốc Sĩ, Huyện trưởng Kim Môn (2009 - 2014)
- Lâm Tín Nghĩa, Chủ tịch Viện Nghiên cứu Công nghệ Kỹ thuật, Tổng tài Công ty Xe hơi Trung Hoa
- Lâm Nhất Bình, Phó chủ tịch Văn phòng Nghiên cứu Phát triển Đại học Giao thông Quốc lập
- Lưu Quýnh Lãng, nhà khoa học máy tính
- Long Ứng Đài, Bộ trưởng Văn hóa (2012 - 2014)
- Mao Trị Quốc, Viện trưởng Hành chính viện Trung Hoa Dân Quốc (2014 - 2016)
- Bạch Tiên Dũng, chuyên ngành kỹ thuật ở Đại học Thành Công trước khi đổi sang Nhân văn học
- Đinh Triệu Trung, đắc Giải Nobel, học ở Đại học Thành Công trước khi về Hoa Kỳ
- Vương Kiến Huyên, Viện trưởng Giám sát viện (2008 - 2014)
- Ngô Bá Hùng, Thị trưởng Thành phố Đài Bắc (1998 - 1990) và Chủ tịch Quốc dân đảng (2007 - 2009)
- Trần Lương Cơ, Bộ trởng Khoa Kỹ (2016 - hiện tại) và Giáo sư Xuất chúng Phân khoa Điện kỹ Đại học Đài Loan Quốc lập

## Đường dẫn ngoài
- Trang mạng chính thức Lưu trữ ngày 9 tháng 11 năm 2018 tại Wayback Machine (tiếng Anh lẫn chữ phồn thể)
- NCKU Office of International Affair Lưu trữ ngày 29 tháng 6 năm 2011 tại Wayback Machine
- NCKU's masters & PhD English international-business program website Lưu trữ ngày 14 tháng 2 năm 2014 tại Wayback Machine
- Spring Semester 2009: Application Instructions for International Degree Students Lưu trữ ngày 31 tháng 8 năm 2008 tại Wayback Machine
- Office of International Affairs, NCKU Lưu trữ ngày 26 tháng 8 năm 2008 tại Wayback Machine
- Three universities in central and southern Taiwan forge alliance